# Facundo Álvarez
Facundo Rafael Álvarez (Berrotarán, Córdoba, 11 de noviembre de 1993) es un futbolista argentino. Juega como lateral izquierdo en el equipo Villanovense de la Segunda División RFEF.

## Trayectoria
Álvarez es un futbolista surgido de la Asociación Atlética Estudiantes de Río Cuarto. Pasando en 2008 por las divisiones inferiores del Club Atlético Lanús hasta 2011, luego en 2012 fue al Club Arsenal de Sarandí estando 2 años jugando en reserva y estando en el plantel profesional de Gustavo Alfaro. No pudo debutar ni tener minutos en primera. 
A mediados de 2014 firmó su contrato con Deportivo Armenio militando en la B metropolitana, estando allí hasta diciembre de  2015. 
En 2016 emigró al fútbol brasileño, jugando el campeonato Gaucho del Sur del país en Internacional de Santa María. En 2017 estuvo sin jugar 8 meses. Luego en 2018 nuevamente emigró al fútbol de República Dominicana jugando allí en la primera división del país para Inter de Bayaguana firmando solo por una temporada.

## Clubes
| Club                  | País                 | Año       |
| --------------------- | -------------------- | --------- |
| Arsenal de Sarandi    | Argentina            | 2012-2013 |
| Deportivo Armenio     | Argentina            | 2014-2015 |
| Inter Santa María     | Brasil               | 2016      |
| Inter de Bayaguana FC | República Dominicana | 2018      |
| Illescas              | España               | 2020-2022 |
| Socuéllamos           | España               | 2022      |

## Estadísticas
| Club                                         | Temporada | Liga  | Liga  | Copa Nac.1 | Copa Nac.1 | Copa Inter. | Copa Inter. | Total | Total |
| Club                                         | Temporada | Part. | Goles | Part.      | Goles      | Part.       | Goles       | Part. | Goles |
| -------------------------------------------- | --------- | ----- | ----- | ---------- | ---------- | ----------- | ----------- | ----- | ----- |
| Arsenal de Sarandi ArgentinaPrimera División | 2012      | 0     | 0     | -          | -          | -           | -           | 0     | 0     |
| Arsenal de Sarandi ArgentinaPrimera División | 2013      | 0     | 0     | -          | -          | -           | -           | 0     | 0     |
| Arsenal de Sarandi ArgentinaPrimera División | Total     | 0     | 0     | -          | -          | -           | -           | -     | 0     |
| Deportivo Armenio ArgentinaTercera División  | 2014      | 14    | 1     | -          | -          | -           | -           | 0     | 0     |
| Deportivo Armenio ArgentinaTercera División  | 2015      | 28    | 3     | 1          | 1          | -           | -           | 0     | 0     |
| Deportivo Armenio ArgentinaTercera División  | Total     | 42    | 4     | 1          | 1          |             | -           | -     | 0     |
| Inter Santa María · Brasil                   | 2016      | 14    | 1     | -          | -          | -           | -           | 0     | 0     |
| Inter Santa María · Brasil                   | Total     | 14    | 1     | 0          | -          | -           | -           | 0     | 0     |
| Inter de Bayaguana FC · República Dominicana | 2018      | 11    | 1     | -          | -          | -           | -           | 0     | 0     |
| Inter de Bayaguana FC · República Dominicana | Total     | 11    | 1     | 0          | -          | -           | -           | 0     | 0     |
| Illescas · España                            | 2020      | 29    | 1     | -          | -          | -           | -           | 29    | 1     |
| Illescas · España                            | 2021      | 30    | 1     | -          | -          | -           | -           | 30    | 1     |
| Illescas · España                            | Total     | 59    | 2     |            | -          | -           | -           | 59    | 2     |
| Socuéllamos · España                         | 2022      | 0     | 0     | -          | -          | -           | -           | 0     | 0     |
| Socuéllamos · España                         | Total     | -     | -     | -          | -          | -           | -           | 0     | 0     |